# Pech-Luna
Pech-Luna (okzitanisch Puèglunan) ist eine Gemeinde mit 76 Einwohnern (Stand: 1. Januar 2022) im Westen des Départements Aude in der südfranzösischen Region Okzitanien (vor 2016: Languedoc-Roussillon). Die Gemeinde gehört zum Arrondissement Carcassonne und zum Kanton La Piège au Razès. Die Einwohner werden Lunapodiens genannt.

## Lage
Pech-Luna liegt etwa 28 Kilometer westnordwestlich von Carcassonne. Umgeben wird Pech-Luna von den Nachbargemeinden Mayreville im Norden, Gaja-la-Selve im Osten, Pécharic-et-le-Py im Süden, Belpech im Westen sowie Saint-Sernin im Nordwesten.

## Bevölkerungsentwicklung
| Jahr                       | 1962 | 1968 | 1975 | 1982 | 1990 | 1999 | 2006 | 2019 |
| Einwohner                  | 139  | 114  | 99   | 112  | 93   | 80   | 101  | 74   |
| Quellen: Cassini und INSEE |      |      |      |      |      |      |      |      |

## Sehenswürdigkeiten

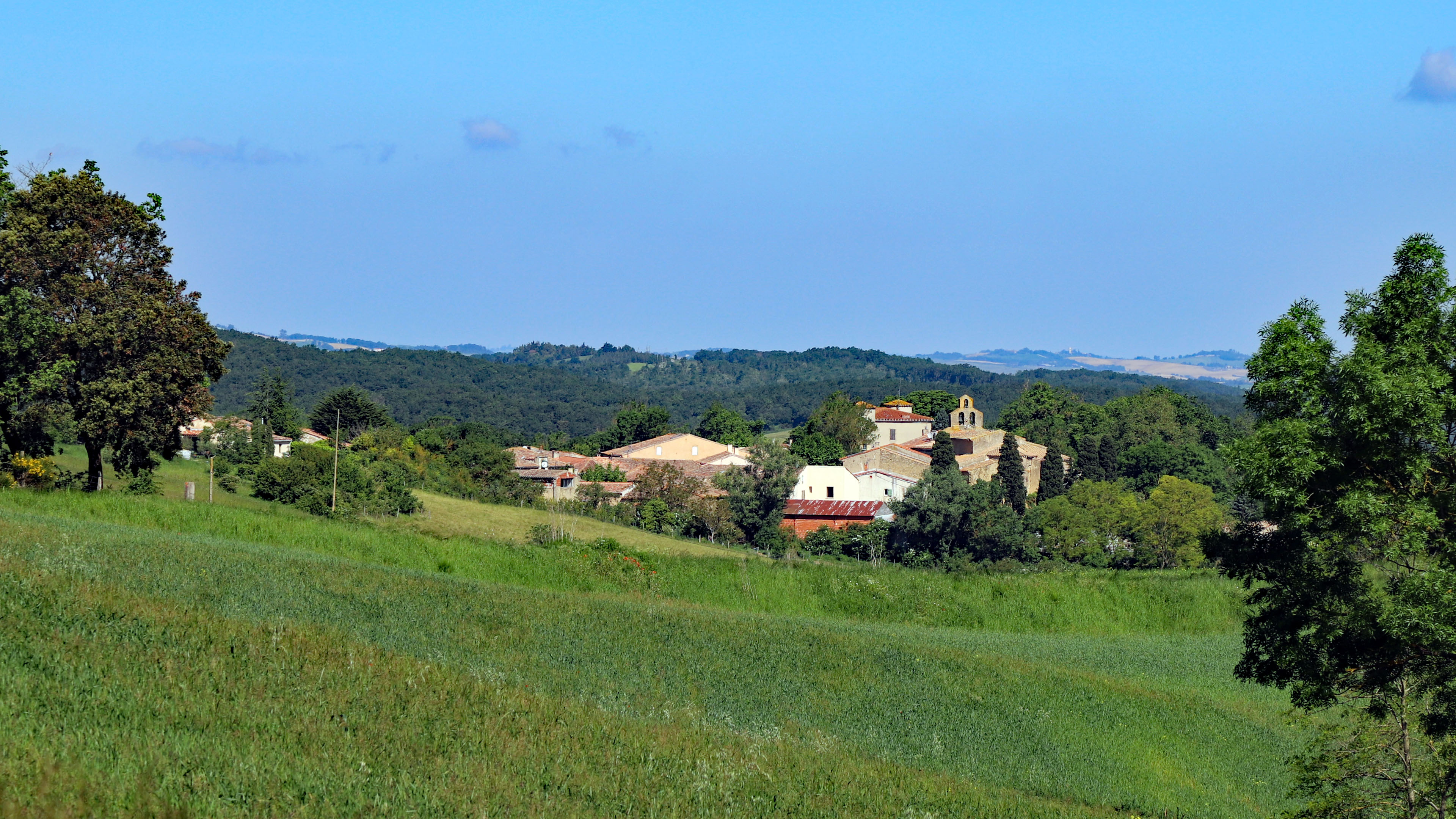
Blick auf Pech-Luna

- Schloss Fajac la Selve